# Фаје (Савона)
Фаје је насеље у Италији у округу Савона, региону Лигурија.
Према процени из 2011. у насељу је живело 106 становника. Насеље се налази на надморској висини од 493 м.